# 九月に降る風
『九月に降る風』（くがつにふるかぜ　原題：九降風）は2008年公開の台湾映画。日本では、2008年の第21回東京国際映画祭において『九月の風』のタイトルで上映（10/22・23）。2009年に劇場公開された。

## 解説
原題の「九降風」とは、新竹市に旧暦の9月に吹く季節風のことを指す。この時期、台湾では卒業＆入学シーズンと重なることもあり、日本の桜のように青春の新たな旅立ちと別れを象徴する代名詞ともなっている。トム・リン（林書宇）監督自身の自伝的な内容となっている。
劇中のエピソードで登場する台湾プロ野球界のスーパースター、廖敏雄（リャオ・ミンシュン）は本人が特別出演している。また飯島愛のアダルトビデオなど、台湾で流行していた日本のサブカルチャーが登場する。

## ストーリー
1996年の夏、台湾の新竹市。高校3年生のイェン（リディアン・ヴォーン）やタン（チャン・チエ）ら7人は、ポケベルで連絡をとり合っていつもつるみながら、何か騒動を起こしては教官室に呼び出される問題児グループだった。彼らの共通点は、時報イーグルスのスター打者、リャオ・ミンシュンの熱狂的なファンであったこと。
不良グループ扱いされる7人を心配しブラスバンド部に入部させようとするペイシン（チー・ペイホイ）や、イェンの恋人であるブラスバンド部のユン（ジェニファー・チュウ）も入り乱れ、9人は複雑な人間関係へと突入してゆく。その一方で、世間では野球賭博に絡んだ時報イーグルスの八百長疑惑で激しく揺れていた。

## キャスト
- イェン（鄭希彦/阿彦）：リディアン・ヴォーン（鳳小岳）
- タン（湯啓進/小湯）：チャン・チエ（張捷）
- ユン（黄芸晴/小芸）：ジェニファー・チュウ（初家晴）
- ヤオシン（李曜行/阿行）：ワン・ポーチエ（王柏傑）
- チンチャオ（林敬超/超人）：リン・チータイ（林祺泰）
- ポーチュー（林博助/博助）：シェン・ウェイニエン（沈威年）
- チーション（謝志昇/阿昇）：チウ・イーチエン（邱翊橙/毛弟）
- ペイシン（沈培馨）：チー・ペイホイ（紀培慧）
- チョンハン（黄正翰/胖子）：リー・ユエチェン（李岳承）

特別出演
- 本人役：リャオ・ミンシュン（廖敏雄）
- イェンの父：エリック・ツァン
- クン（宮）教官：ルー・イーチン（陸弈静）
- モンルン（孟倫）：リウ・ピンイェン（劉品言）
- ビリヤード場でタンを殴る男：クー・ユールン（柯宇綸）[3]

## エンディング曲
「我期待」
- 作詞／／歌：張雨生（チャン・ユーシェン）
  - 台湾の人気歌手であった張雨生は、この映画の舞台となった1997年に31歳で交通事故死した[3][4]。

## DVD
- 日本では2010年2月24日に、アミューズソフトエンタテインメントより日本版DVDが発売された。

## おもな受賞
- 第10回台北映画祭
  - 審査員特別賞
  - 最優秀新人賞
  - 最優秀脚本賞
  - メディア推薦賞
- 第11回上海国際映画祭
  - 「アジア新人部門」最優秀作品賞
- 第45回金馬奨
  - 最優秀オリジナル脚本賞